# Volker Rodekamp
Volker Rodekamp (* 1953 in Bielefeld) ist ein deutscher Volkskundler und ehemaliger Museumsleiter.

## Leben und Wirken
Volker Rodekamp studierte von 1973 bis 1980 Volkskunde, Ethnologie, Publizistik und Volkswirtschaft an den Universitäten Braunschweig und Münster. 1980 wurde er an der Universität Münster zum Dr. phil. promoviert und absolvierte anschließend ein Volontariat am Rheinischen Freilichtmuseum Kommern/Landesmuseum für Volkskunde.
Ab 1983 war er Leiter des Mindener Museums und ab 1986 des Kulturamts von Minden. 1996 wurde er zum Direktor des Stadtgeschichtlichen Museums Leipzig ernannt, 2019 ging er in den Ruhestand. Von 2012 bis 2022 war Rodekamp Geschäftsführer der Stiftung Völkerschlachtdenkmal Leipzig.
Volker Rodekamp hatte seit 1984 Lehraufträge an der Universität Münster, an der Humboldt-Universität zu Berlin und an der Universität Leipzig und wirkte am Institut für Sächsische Geschichte und Volkskunde. Von 2003 bis 2014 war er Vorstandsmitglied des Deutschen Museumsbundes und von 2010 bis 2015 im Stiftungsbeirat der Kulturstiftung des Bundes tätig.  Von 2010 bis 2014 war er als Nachfolger von Michael Eissenhauer Präsident des Deutschen Museumsbundes. Als Direktor des Stadtgeschichtlichen Museums Leipzig war er Stiftungsrat der Felix-Mendelssohn-Bartholdy-Stiftung.
Rodekamp ist Mitglied des Wissenschaftlichen Fachbeirates der Sächsischen Landesstelle für Museumswesen und des Historischen Museums der Stadt Krakau sowie Vorsitzender der Jury zur Vergabe des Ausstellungsfonds der Hamburger Museen und Kuratoriumsmitglied der Stiftung Historische Museen Hamburg. Er ist außerdem Stiftungsvorstand der Kulturstiftung Leipzig, korrespondierendes Mitglied der Kommission Alltagskulturforschung für Westfalen sowie Mitglied des Programmbeirats Zentrum für Baukultur Sachsen. Seit 2017 ist er ordentliches Mitglied des Senatsausschusses Evaluierung der Leibniz-Gemeinschaft sowie Vorsitzender des wissenschaftlichen Beirates des Friedrich-Ludwig-Jahn Museums in Freyburg (Unstrut).
Schwerpunkte seiner Forschungs- und Publikationstätigkeit sind Museologie, Handwerksforschung, Kulturtheorie und -praxis sowie Alltagsgeschichte.

## Schriften
- Das Drechslerhandwerk in Ostwestfalen. Ein traditionelles Handwerk im Strukturwandel des 20. Jahrhunderts. Dissertation. Universität Münster 1980. Coppenrath, Münster 1981, ISBN 3-88547-120-5.
- Museum der Stadt Dorsten. Ein kultureller und geschichtlicher Leitfaden. Kulturamt, Dorsten 1981, OCLC 835742196.
- Fackelzüge überall … 1933, die Machtergreifung der Nationalsozialisten in den Kreisen Minden und Lübbecke. (= Texte und Materialien aus dem Mindener Museum. Band 1). Mindener Museum, Minden 1983, DNB 831076887.
- mit Dieter von Otte, Hermann Schäkel, Manfred Strutz: Köln-Mindener Eisenbahn. Eine Dokumentation für die Schule. Minden 1987.

Beiträge
- Handwerk in industrieller Zeit. Beiträge der Lebensgeschichtsforschung für die jüngere Handwerksgeschichte aus volkskundlicher Sicht. In: Ungarische Akademie der Wissenschaften (Hrsg.): II. Internationales handwerksgeschichtliches Symposium. Band 2. Veszprém 1983, DNB 209550503, S. 53–65.
- Überlegungen zur Rolle und Funktion der Darstellung von Handwerk in einem kleinen Regionalmuseum (Minden). In: Kieler Blätter zur Volkskunde. 17, 1985, S. 255–268.
- Handwerk in westfälischen Museen. In: Aus westfälischen Museen. 1, 1985, S. 55–58.
- Handwerk in der Festungsstadt. Zur Situation des Mindener Handwerks unter dem Einfluss der Neu-Preußischen Festung des 19. Jahrhunderts. In: Ungarische Akademie der Wissenschaften (Hrsg.): III. Internationales handwerksgeschichtliches Symposium. Band 2. Veszprém 1987, S. 137–153.
- Archäologie in Minden. Ein forschungsgeschichtlicher Überblick. In: Bendix Trier (Hrsg.): Ausgrabungen in Minden. Bürgerliche Stadtkultur des Mittelalters und der Neuzeit. Westfälisches Museum für Archäologie, Münster 1987, S. 9–14.
- Minden und die Weser. Anmerkungen zu Bildquellen aus seiner Geschichte. In: Jutta Bachmann, Helmut  Hartmann (Hrsg.): Schifffahrt – Handel – Häfen. Beiträge zur Geschichte der Schifffahrt auf Weser und Mittellandkanal. Minden 1987.
- „Als ob nichts gewesen wäre!“. Zur Sammlungssituation von Judaica in westfälischen Museen – ein Überblick. In: Volker Rodekamp (Hrsg.): Jüdisches Leben – Religion und Alltag. Katalog zur kulturhistorischen Ausstellung. Aspekte der Vergangenheit. Band 2. Flöttmann, Gütersloh 1988, S. 9–15.
- mit Joachim Meynert: Das Museum für preußische Geschichte in Westfalen. Ein Projektbericht. In: Museumskunde. 54, 1989, Nr. 1, S. 33–56.
- Drechsler. In: Reinhold Reith (Hrsg.): Lexikon des alten Handwerks. Vom Spätmittelalter bis ins 20. Jahrhundert. Beck, München 1990, ISBN 978-3-406-34470-1, S. 66–70.
- Anmerkung zur Arbeit. In: Susanne Tunn (Hrsg.): Im Inneren des Baumes – Within the Tree. Skulpturen 1986-1989 (= Texte und Materialien aus dem Mindener Museum. Band 9). Minden 1990, S. 30–31.
- Schaumuseum contra Lernausstellung. In: Udo Liebelt (Hrsg.): Museum der Sinne. Bedeutung und Didaktik des originalen Objekts im Museum. Hannover 1990, ISBN 978-3-89169-060-4, S. 54–56.
- Anmerkungen zu seinem grafischen Werk. In: Emiel Hoorne. „20 x 20“. Ausstellungskatalog. Oostende 1991.
- Reizvolle Ziele in und um Minden. In: Hildesheim – Weserbergland (= HB-Kunstführer. Band 45). Hamburg 1992.
- Das Mindener Museum. Ein kulturgeschichtliches Stadt- und Regionalmuseum. In: Volker Rodekamp, Joachim Meynert (Hrsg.): Heimatmuseum 2000. Ausgangspunkte und Perspektiven (= Texte und Materialien aus dem Mindener Museum. Band 10). Verlag für Regionalgeschichte, Bielefeld 1993, S. 103–108.
- Museumsarbeit zwischen Volkskunde und (Stadt-)Geschichte. Ein Ost-West-Vergleich? In: Landesstelle für Berlin-Brandenburgische Volkskunde (Hrsg.): Volkskundliche und alltagskulturelle Perspektiven in der musealen Praxis. Beiträge zum 5. Workshop „Museen und Universität“ (= Arbeitshefte der Landesstelle für Berlin-Brandenburgische Volkskunde. Band 2). Berlin 1996, DNB 966048806 S. 3–9.
- Objet et fonctions des Musées d’histoire dans les villes d’aujourd’hui. In: Comment inscrire les musées de ville dans la ville? Association internationale des musées d’histoire. Paris/Marseille 2003, ISBN 978-2-9517379-3-8, S. 94–99.
- Zwischen Vergangenheit und Zukunft. Zur Aktualität des Museums in Stadt und Gemeinde. In: Landesstelle für die nichtstaatlichen Museen in Bayern (Hrsg.): Forum für alle. Museen in Stadt und Gemeinde. München 2007, S. 20–22.
- mit Bernhard Graf: Bilanz und Perspektiven. In: Volker Rodekamp, Bernhard Graf (Hrsg.): Museen zwischen Qualität und Relevanz. Denkschrift zur Lage der Museen (= Berliner Schriften zur Museumsforschung. Band 30). G+H, Berlin 2012, ISBN 978-3-940939-22-7, S. 132–135.
- Was ist neu an der neuen Stadtgeschichte? Zur Bedeutung stadt- und regionalgeschichtlicher Museen. In: Barbara Christoph, Günter Dippold (Hrsg.): Geschichte im Museum. Objekte und Konstrukte (= Banzer Museumsgespräche. Band 3). Bayreuth 2012, ISBN 978-3-941065-10-9, S. 81–94.
- Handwerk und Museum – eine problematische Beziehung. Gedanken zur zeitgemäßen Museumsarbeit. In: LWL-Freilichtmuseum Hagen (Hrsg.): Handwerk im Museum. Forschung – Präsentation – Vermittlung (= Forschungsbeiträge zu Handwerk und Technik. Band 26). Hagen 2013, ISBN 978-3-926190-29-1, S. 28–39.
- mit Wiebke Ahrndt: Die Gesellschaft inspirieren. Wie die Museumswelt durch Stiftungen gewinnt. In: Stiftungswelt. Magazin des Bundesverbandes deutscher Stiftungen. Nr. 4, 2013, S. 10–15.
- Die Jubiläen der Völkerschlacht von Leipzig 1913 und 2013. In: Martin Sabrow (Hrsg.): Historische Jubiläen (= Helmstedter Colloquien. Band 17). Akademische Verlagsanstalt, Leipzig 2015, ISBN 978-3-931982-94-2, S. 57–70.
- Das Dimitroff-Museum – die Stilisierung Dimitrows in der DDR und deren Auswirkungen auf die Sammlung. In: Bettina Limperg, Klaus Rennert (Hrsg.): Symposion 120 Jahre Reichsgerichtsgebäude. Veranstaltung des Bundesgerichtshofs und des Bundesverwaltungsgerichts am 29.–30. Oktober 2015. Beck, München 2016, ISBN 978-3-406-69300-7, S. 259–275.
- Museen als Teil einer veränderten Gesellschaft. Die Rolle von Stadtmuseen in der Gegenwart. In: Astrid Pellengahr (Hrsg.): Der Spiegel der Stadtkultur. Stadtmuseen vor neuen Herausforderungen. München 2016, ISBN 978-3-9818259-1-6, S. 88–95.

Herausgeberschaft
- mit Hanna Dose: Arbeit in einer Drechslerwerkstatt. Begleitheft zur Ausstellung. Münster 1978, DNB 995935416
- Friedrich-Wilhelm Bessel. 1784-1846. Sein Weg zu den Sternen. Ausstellung des Mindener Museums vom 10. Sept. bis 21. Okt. 1984 (= Texte und Materialien aus dem Mindener Museum. Band 2). Minden 1984, DNB 209562625.
- Weserrenaissance in Minden. Architekturfragmente aus der Sammlung des Mindener Museums (= Texte und Materialien aus dem Mindener Museum. Band 3). Minden 1985.
- mit Martin Beutelspacher: Kaffee. Kultur eines Getränks (= Texte und Materialien aus dem Mindener Museum. Band 4). Minden 1987.
- Stationen Deutscher Kunst nach ’45 (= Texte und Materialien aus dem Mindener Museum. Band 5). Minden 1987.
- mit Martin Beutelspacher: Das Mindener Museum für Geschichte, Landes- und Volkskunde. Museumsführer (= Texte und Materialien aus dem Mindener Museum. Band 6). Minden 1987, DNB 880283645.
- Notlösungen. Alltag in Minden 1945–1948 (= Texte und Materialien aus dem Mindener Museum. Band 7). Minden 1988.
- Jüdisches Leben. Katalog zur kulturhistorischen Ausstellung im Mindener Museum. Flöttmann, Gütersloh 1988, ISBN 3-87231-038-0.
- mit Martin Beutelspacher: Wolfgang Tiemann. Menschenbilder, Landschaften. (= Texte und Materialien aus dem Mindener Museum. Band 8). Minden 1989.
- mit Joachim Meynert, Josef Mooser: Unter Pickelhaube und Zylinder. Das östliche Westfalen im Zeitalter des Wilhelminismus 1888 bis 1914. Verlag für Regionalgeschichte, Bielefeld 1991, ISBN 3-927085-27-8.
- Belgische Grafik der Gegenwart. Kerber, Bielefeld 1993, ISBN 3-924639-29-9.
- Franz Boas, 1858–1942. Ein amerikanischer Anthropologe aus Minden. Verlag für Regionalgeschichte, Bielefeld 1994, ISBN 3-89534-116-9.
- Leipzig. Stadt der wa(h)ren Wunder. 500 Jahre Reichsmesseprivileg. Leipziger Messe-Verlag, Leipzig 1997, ISBN 3-9805084-2-0.
- mit Ruth-Elisabeth Mohrmann, Dietmar Sauermann: Volkskunde im Spannungsfeld zwischen Universität und Museum. Festschrift für Hinrich Siuts zum 65. Geburtstag. Waxmann, Münster 1997, ISBN 3-89325-498-6.
- Das Schillerhaus in Leipzig-Gohlis. Stadtgeschichtliches Museum, Leipzig 1998, ISBN 3-7950-3905-3.
- 1848, laß Recht und Freiheit nicht verderben. Zum 150. Jahrestag der deutschen Revolution 1848/49 in Sachsen. Passage, Leipzig 1998, ISBN 3-932900-07-3.
- Thema M. Schriftenreihe des Stadtgeschichtlichen Museums Leipzig. Leipzig 1998–2018, DNB 019563779.
- Völkerschlacht. 2. Auflage. Stadtgeschichtliches Museum Leipzig. Passage, Leipzig 1999, ISBN 978-3-932900-16-7.
- Völkerschlachtdenkmal. DZA, Altenburg 2003, ISBN 3-936300-05-4.
- Das Alte Rathaus zu Leipzig. DZA, Altenburg 2004, ISBN 3-936300-11-9.
- Herr der Regeln. Der Fußball-Referee. Mitteldeutscher Verlag, Halle (Saale) 2006, ISBN 3-89812-367-7.
- Leipzig original. Stadtgeschichte vom Mittelalter bis zur Völkerschlacht. DZA, Altenburg 2006, ISBN 978-3-936300-24-6.
- Monika Gibas: „Arisierung“ in Leipzig. Verdrängt. Beraubt. Ermordet. Stadtgeschichtliches Museum Leipzig, Leipzig 2007, ISBN 978-3-910034-02-0.
- Moderne Zeiten. Leipzig von der Industrialisierung bis zur Gegenwart. Themenband zur Ständigen Ausstellung im Alten Rathaus. Leipzig 2011, ISBN 978-3-910034-11-2.
- Malimo & Co. Mode in der DDR zwischen Traum & Wirklichkeit. Kerber, Bielefeld/Leipzig/Berlin 2011, ISBN 978-3-86678-544-1.
- Medien für Museen – Mittel der Kommunikation und Vermittlung (= Museumskunde. Band 77,1). Deutscher Museumsbund, Berlin 2012, DNB 1030341338
- Alle Welt im Museum? Museen in der pluralen Gesellschaft (= Museumskunde. Band 77,2). Deutscher Museumsbund, Berlin 2012, DNB 103522755X.
- Museen im politischen Raum – ein Erfahrungsaustausch (= Museumskunde. Band 78,1). Deutscher Museumsbund, Berlin 2013, DNB 1041836414.
- Helden nach Maß. 200 Jahre Völkerschlacht bei Leipzig. Stadtgeschichtliches Museum Leipzig, Leipzig 2013, ISBN 978-3-910034-18-1.
- mit Regina Smolnik: 1015. Leipzig von Anfang an. Begleitband zur Ausstellung des Stadtgeschichtlichen Museums Leipzig. Leipzig 2015, ISBN 978-3-910034-76-1.
- 100 x Leipzig. Tausend Jahre Geschichte. Imhof, Petersberg 2015, ISBN 978-3-7319-0159-4.